# 黄澗郡

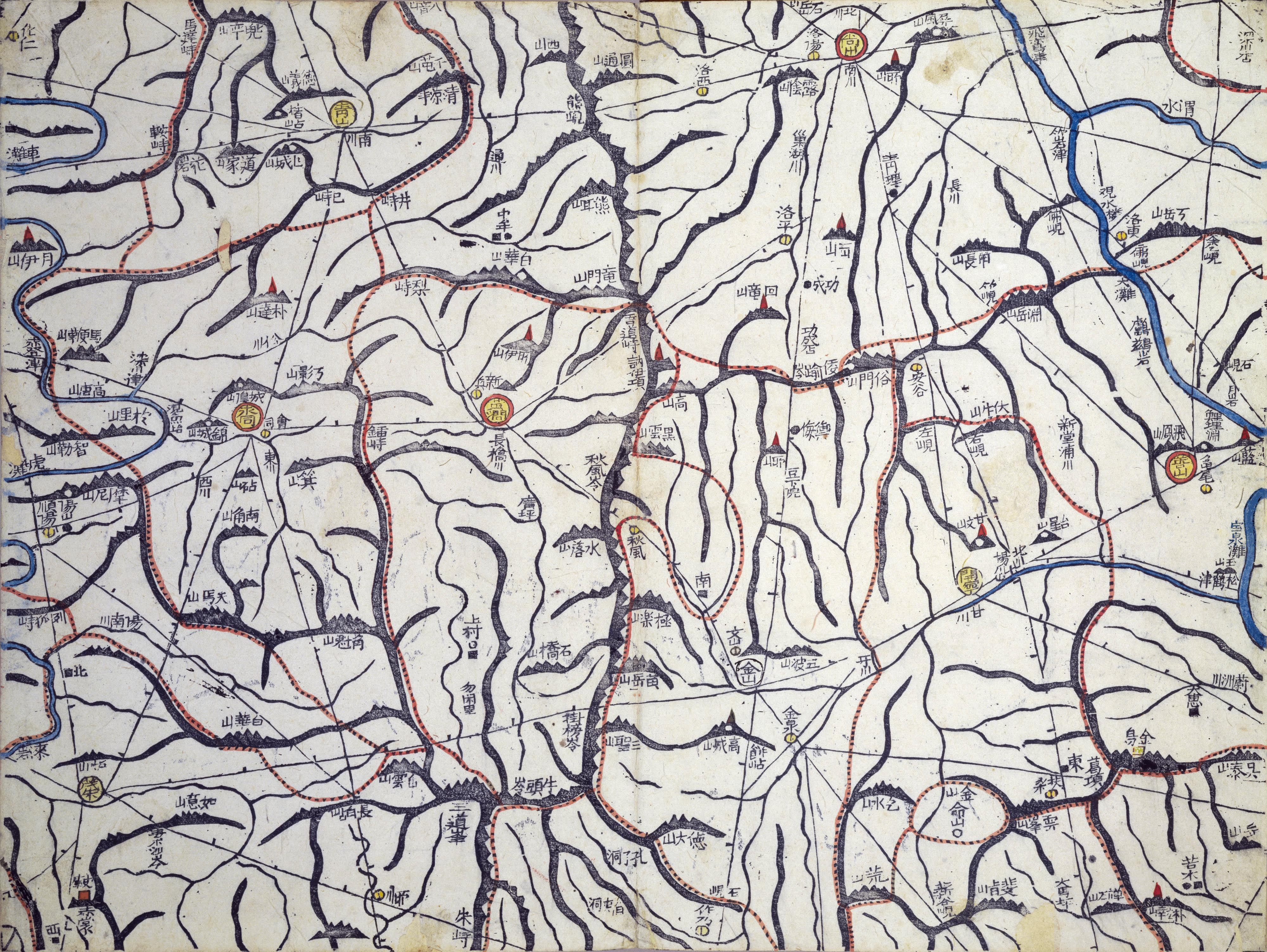
大東輿地図、黄澗郡は中央左寄りに確認できる。

黄澗郡（ファンガンぐん、황간군）または黄澗県（ファンガンけん、황간현）は、韓国忠清北道永同郡の東部地域（上村面、黄澗面、梅谷面、秋風嶺面）にかつてあった行政区域である。現在の永同郡東部地域の前身である。

## 歴史
- 1895年6月23日（旧暦閏5月1日） - 公州府黄澗郡に改編。
- 1896年8月4日 - 忠清北道黄澗郡に改編。
- 1906年 - 慶尚北道金山郡黄金所面を編入。
- 1914年4月1日 - 永同郡に統合。

## 1914年以降
| 府令第111号    |            |                                                                    |
| 旧行政区画     | 新行政区画 | 新行政区画                                                         |
| 黄澗郡郡内面   | 黄澗面     | 남성리、난곡리、마산리、소계리、신흥리、우매리、원촌리             |
| 黄澗郡西面     | 黄澗面     | 금계리、노근리、백자전리、용암리、서송원리、우천리、회포리         |
| 黄澗郡上村面   | 上村面     | 궁촌리、대해리、둔전리、물한리、유곡리、상도대리、하도대리、흥덕리 |
| 黄澗郡梅下面   | 上村面     | 임산리                                                             |
| 黄澗郡梅下面   | 梅谷面     | 강진리、돈대리、공수리、수원리、어촌리                             |
| 黄澗郡梧谷面   | 梅谷面     | 광평리、노천리、장척리、옥전리、유전리                             |
| 黄澗郡梧谷面   | 黄金面     | 계룡리                                                             |
| 黄澗郡黄金所面 | 黄金面     | 관리、사부리、신안리、작점리、죽전리、지봉리、추풍령리             |